# Бобровица
Бобро́вица (укр. Бобро́виця) — город в Нежинском районе Черниговской области Украины, административный центр Бобровицкой городской общины. До 17 июля 2020 года был административным центром Бобровицкого района.

## Географическое положение
Находится на реке Быстрица.

## История
Поселение возникло в XII веке.

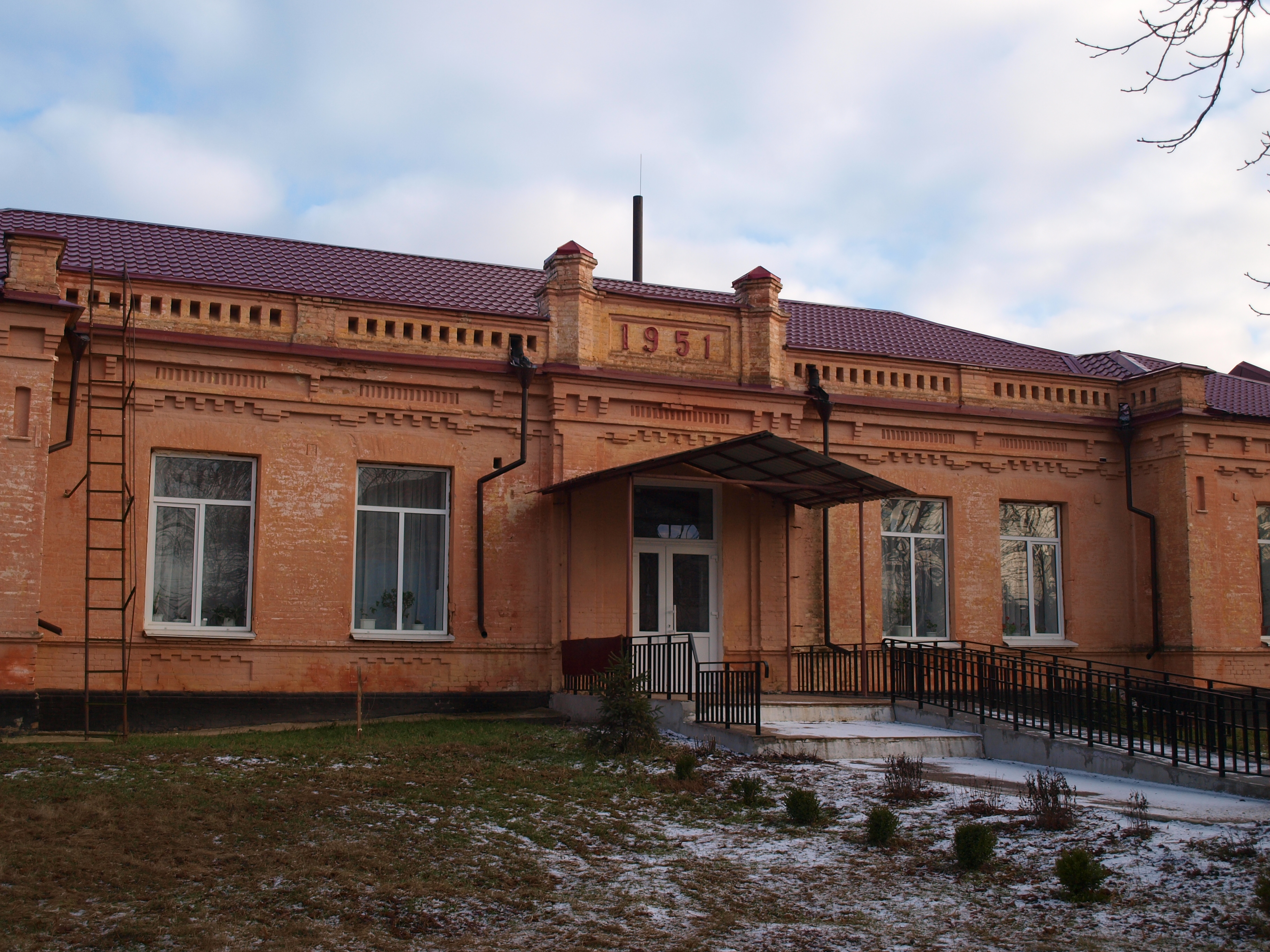
Бобровица

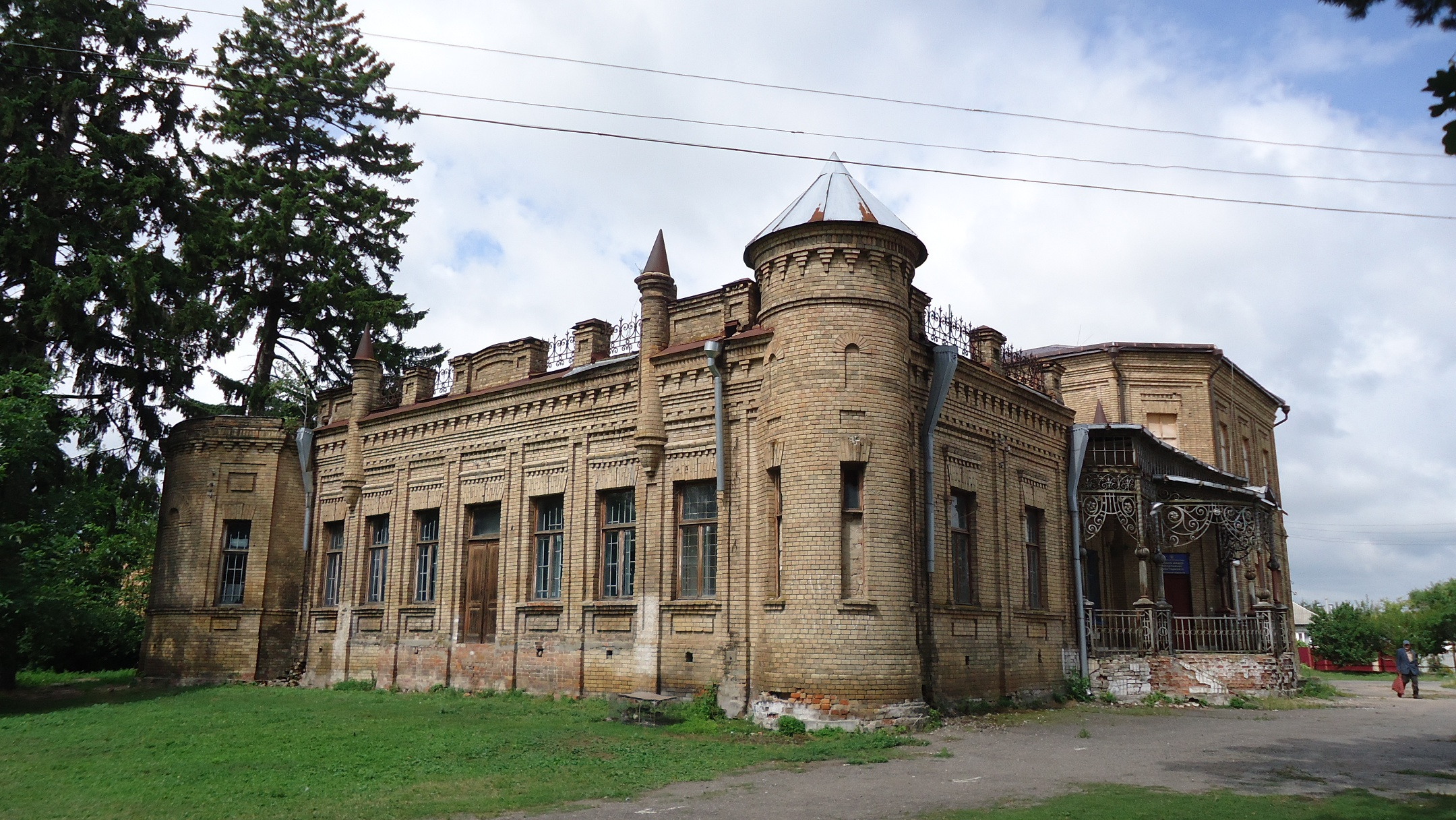
Усадебный дом Катериничей

В XVI веке Бобровица — городок Киевского воеводства Речи Посполитой.

### 1654—1917
После начала в 1648 году восстания Хмельницкого Бобровица являлась сотенным городком Киевского полка и в 1654 году в составе Левобережной Украины вошла в состав Российского государства.
В 1664 году коронное войско Речи Посполитой вместе с крымскими татарами разрушили и сожгли Бобровицу.
В 1764 году Бобровица получила статус местечка.
В 1782 году городок вошел в состав Киевского наместничества, в 1796 году — в Малороссийскую губернию.
В 1799 году была построена деревянная Михайловская церковь (перестроенная в 1831 году).
В 1802 году Бобровица стала волостным центром Козелецкого уезда Черниговской губернии.
В 1807 году Виктор Кочубей построил здесь сахарный завод, но в 1854 году рабочие завода выступили против тяжёлых условий труда и сожгли его.
В 1857 году здесь проживало 2940 человек, действовали почтовое отделение и начальная школа, дважды в год проходили ярмарки.
В 1868 году в ходе строительства Курско-Киевской железной дороги возле местечка была открыта железнодорожная станция «Бобровицы».
В 1890 году открыта земская больница.
В 1891 году в Бобровицах насчитывалось 520 дворов и три тысячи жителей, в этом же году открылось сельскохозяйственное училище.
В дальнейшем, здесь была построена Успенская церковь (в 1893 году), открыта библиотека (1897 год), начал свою работу свеклосахарный завод, двухклассное училище (1902 год), больница (1915 год). Действовали три начальных школы (открытые в 1863, 1896 и 1910).

### 1918—1991

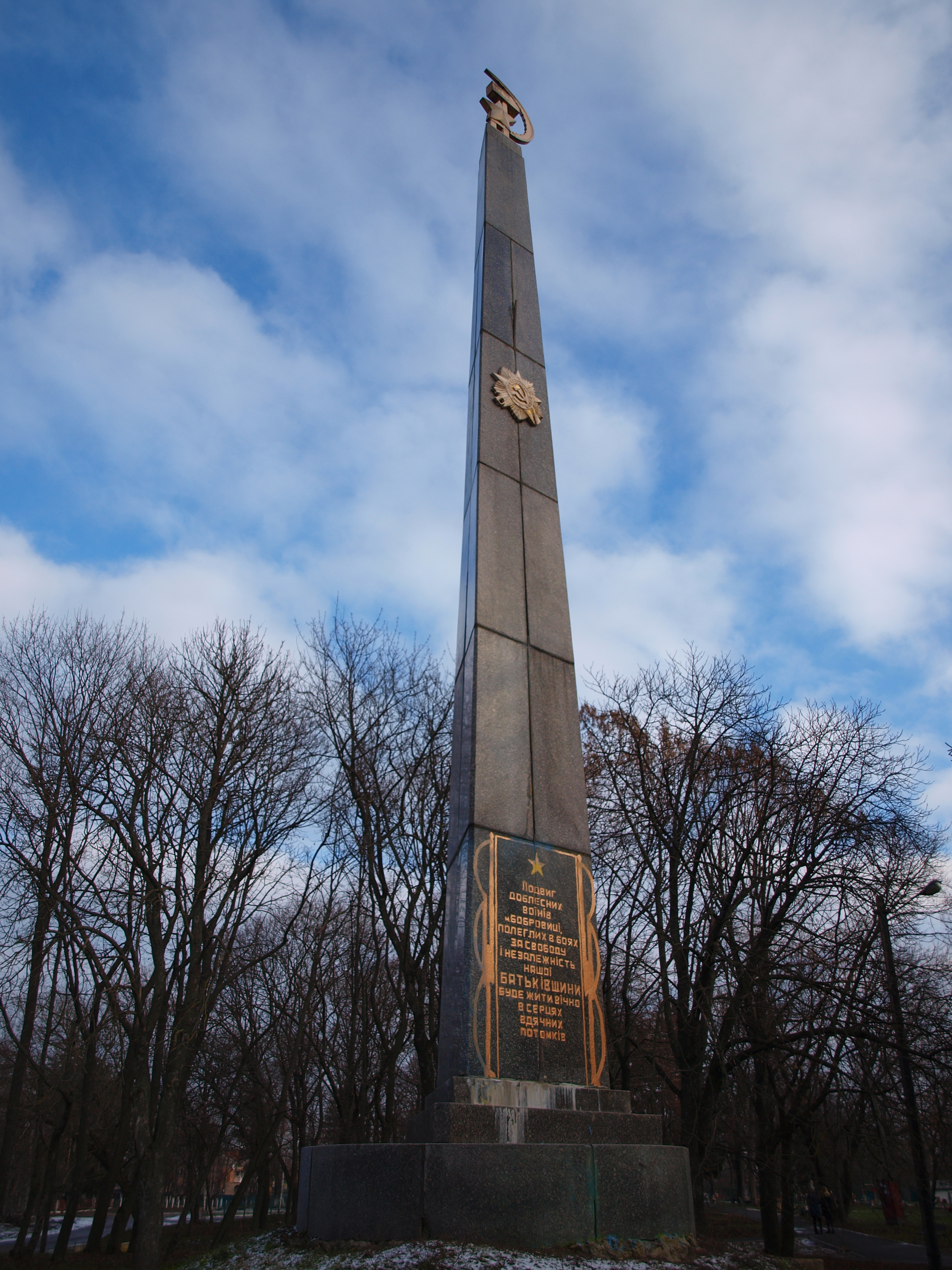
Памятник

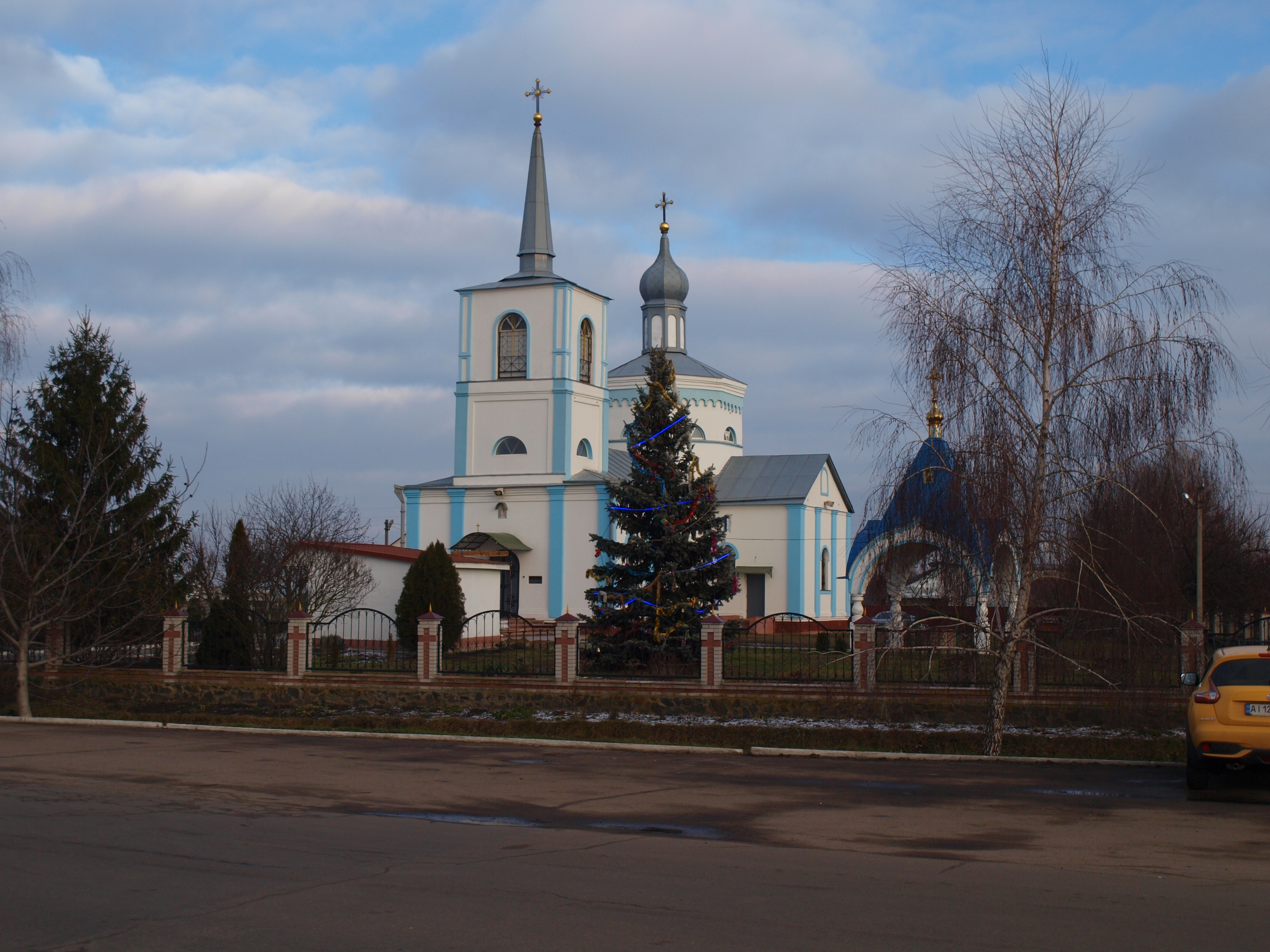
Церковь

В январе 1918 года в Бобровицах была установлена Советская власть.
В ноябре 1920 года Бобровица стала центром Бобровицкого уезда.
В 1923 году Бобровица стала центром Бобровицкого района.
В 1927 году начали действовать кирпичный завод и маслобойня, в 1936 году — складская база госрезерва, впоследствии — промкомбинат (1937 год), паровая мельница.
25 октября 1938 года местечко Бобровицы стало посёлком городского типа Бобровица.
В ходе Великой Отечественной войны 15 сентября 1941 года Бобровица была оккупирована немецкими войсками, 18 сентября 1943 года — освобождена частями 121-й стрелковой дивизии РККА. Здесь была создана партизанская группа Бобровицкого района, которая в 1943 году вошла в состав партизанского отряда «За Родину».
31 марта 1958 года посёлок городского типа Бобровица стал городом.
В 1968 году численность населения составляла 12,7 тыс. человек, крупнейшими предприятиями являлись сахарный комбинат, молочный завод и кирпичный завод.
По состоянию на начало 1978 года здесь действовали сахарный завод, завод сухого обезжиренного молока, хлебный завод, комбикормовый завод, пищевой комбинат, межколхозная строительная организация, райсельхозтехника, дом быта, пять общеобразовательных школ, музыкальная школа, 8 лечебных учреждений, 2 дома культуры, 3 клуба, кинотеатр и 12 библиотек
По переписи населения 1989 года численность населения составляла 12 796 человек, основой экономики являлись предприятия пищевой промышленности.

### После 1991 года
В июле 1995 года Кабинет министров Украины утвердил решение о приватизации находившихся в городе сахарного завода и райсельхозтехники, в октябре 1995 года было утверждено решение о приватизации завода продтоваров.
Постановлением Верховного совета Украины № 1791-III от 08.06.2000 года «Про изменение границ города Бобровица Бобровицкого района Черниговской области» (Про зміну меж міста Бобровиця Бобровицького району Чернігівської області) в черту города были включены земли площадью 34,8 га и утверждены границы города с общей площадью 1 360 га.
В ходе войны Российской Федерации с Украиной 5 марта Бобровица оказалась под контролем ВС РФ. Через неё шла железная дорога, которая вела на подконтрольные Украиной территории. Освобождена 4 апреля в ходе контрнаступления на северо-восточном фланге Киевского направления.

## Население
На 1 января 2025 года численность населения города составляла 10 507 человек.

### Языковой состав
Родной язык населения по данным переписи 2001 года:
| Язык       | Численность, чел. | Доля     |
| ---------- | ----------------- | -------- |
| Украинский | 11 382            | 97,22 %  |
| Русский    | 270               | 2,31 %   |
| Другие     | 56                | 0,47 %   |
| Итого      | 11 708            | 100,00 % |

## Промышленность

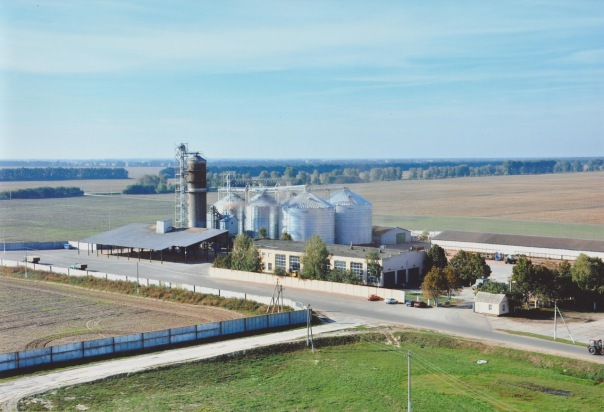
Крупяной завод ТОВ «Земля і Воля»

В Бобровице работает ряд промышленных предприятий:
- Бобровицкий молокозавод
- Крупяной завод ТОВ «Земля і Воля»
- Бобровицкая типография
- КП «Бобровица-хлеб»
- СТОВ «Агроцукор»
- ООО «Бобровицкий хлебозавод»

## Известные уроженцы
- Бычок, Олег Сергеевич (1922—1944) — Герой Советского Союза, родился и был похоронен в Бобровице.
- Коробка, Ольга Васильевна (р. 1985) — украинская тяжелоатлетка, заслуженный мастер спорта, серебряная медалистка XXIX летних Олимпийских игр в Пекине.
- Банковский, Юрий Адамович — латвийский и советский химик.